# Pyeonghwa Samchunri
Der Samchunri ist ein Kleinbus und wird seit 2005 von der nordkoreanischen Pyeonghwa Motor Plant in Korea angeboten.

## Beschreibung
Als Schwestermodell zum chinesischen Toyota Hiace Serie 100 brachte Pyeonghwa seinen ersten Omnibus auf den Markt. Samchunri, was übersetzt Land Korea heißt, weist bereits auf seinen eingeschränkten Vertriebsmarkt hin. Lediglich in Nord- und Südkorea wird das Modell angeboten. In Vietnam, der Volksrepublik China und der Tschechischen Republik wird der Samchunri nicht angeboten, da hier das Toyota-Schwestermodell bereits seit einer längeren Zeit vertrieben wird. Hergestellt wird der Pyeonghwa Samchunri von der chinesischen Automobilmarke Jinbei, welche dem Markenverbund Brilliance China Automotive Holdings angehört. Baugleiches Schwestermodell dort ist der Jinbei Hiace Awing zweiter Generation. Die Fahrzeugteile werden von der Toyota Motor Corporation gefertigt und zu Jinbei als sogenannte CKD-Bausätze angeliefert, wo sie dann montiert werden. Das Leergewicht des Wagens wird mit 1700 kg angegeben.
Besonderheit der Pyeonghwa-Version ist das eigenwillige Frontstyling mit sportlicher und verbreiterter Frontschürze, der verchromte Kühlergrill mit Scheinwerferlidern sowie dem Zwei-Farben-Ton, der das Modell optisch sportlich und elegant wirken lässt. Im Innern selbst ist der Pyeonghwa nichts Besonderes und bietet ein schwarzes übersichtliches Armaturenbrett aus Plastik, eine 5-Gang-Schaltautomatik sowie lederbezogene Sitzen, welche nicht die in Europa bekannte Qualität bietet. In einer höheren Ausführung, die Luxury genannt wird, ist diese Qualität schon weitaus besser und ist nach oben grenzenlos vom Werk ab aufrüstbar.
Der Samchunri soll aber nicht nur Privatpersonen und Familien ansprechen, auch eine Panel-Van-Ausführung ist verfügbar. Wobei der Samchunri Van Platz für fünf oder elf Personen bietet, gibt es die Panel-Van-Ausführung lediglich mit Platz für fünf Personen. Als Motorisierung gibt es lediglich einen 174 PS starken Ottomotor des Herstellers Toyota, welcher einen Hubraum von 2237 cm³ besitzt. Die Luxury-Version soll darüber hinaus über ein erhöhtes Drehmoment verfügen.